# Mundo de cristal
A Mundo de cristal (jelentése spanyolul: ’Kristályvilág’) Thalía mexikói énekesnő 1991-ben megjelent második szólóalbuma Mexikóban, a Fonovisa kiadótól. Producere az első lemezéhez hasonlóan Alfredo Díaz Ordaz.

## Az album dalai
1. Cristal – „Kristály” 1:24
2. Sudor (Parte I y II) – „Veríték” 5:04
3. El bombo de tu corazón – „A szíved dobbanása” 4:38
4. Te necesito – „Szükségem van rád” 4:58
5. Madrid 4:46
6. Fuego cruzado – „Kereszttűz” 4:36
7. Jollie madame 3:51
8. Mundo de cristal – „Kristályvilág” 5:05
9. En la intimidad – „Az intimitásban” 5:04
10. Me matas – „Megölsz” 3:11
11. En silencio – „Csendben” 4:59
12. Blues Jam 2:32

Az albumról az En la intimidad, Sudor és Fuego cruzado című dalokhoz készítettek videóklipet.

## Az első rajongói klub névadója
Ez az album, pontosabban címadó dala lett a névadója a megjelenése évében, 1991. szeptember 10-én Mexikóban megalakult hivatalos Thalía-rajongói klubnak. A Mundo de Cristal Thalía Klub – röviden MDC – azóta nemzetközivé nőtte ki magát, jelenleg több amerikai és európai országban rendelkezik a rajongókból szervezett helyi képviselettel.